# Chauny
Chauny je naselje in občina v severnem francoskem departmaju Aisne regije Pikardije. Leta 1999 je naselje imelo 12.523 prebivalcev.

## Geografija
Kraj se nahaja v središču Pikardije ob reki Oise 36 km zahodno od Laona. V Chaunyju se združita v enega dva vodna kanala: Canal latéral à l’Oise (z juga) in Canal de Saint-Quentin (s severa), ki povezuje reki Oise in Šeldo.

## Administracija
Chauny je sedež istoimenskega kantona, v katerega so poleg njegove vključene še občine Abbécourt, Amigny-Rouy, Autreville, Beaumont-en-Beine, Béthancourt-en-Vaux, Caillouël-Crépigny, Caumont, Commenchon, Condren, Frières-Faillouël, Guivry, Marest-Dampcourt, Neuflieux, La Neuville-en-Beine, Ognes, Sinceny, Ugny-le-Gay, Villequier-Aumont in Viry-Noureuil s 24.056 prebivalci.
Kanton je sestavni del okrožja Laon.

## Pobratena mesta
- Andenne (Namur, Belgija),
- Bergheim (Severno Porenje - Vestfalija, Nemčija).